# 소웨토 항쟁

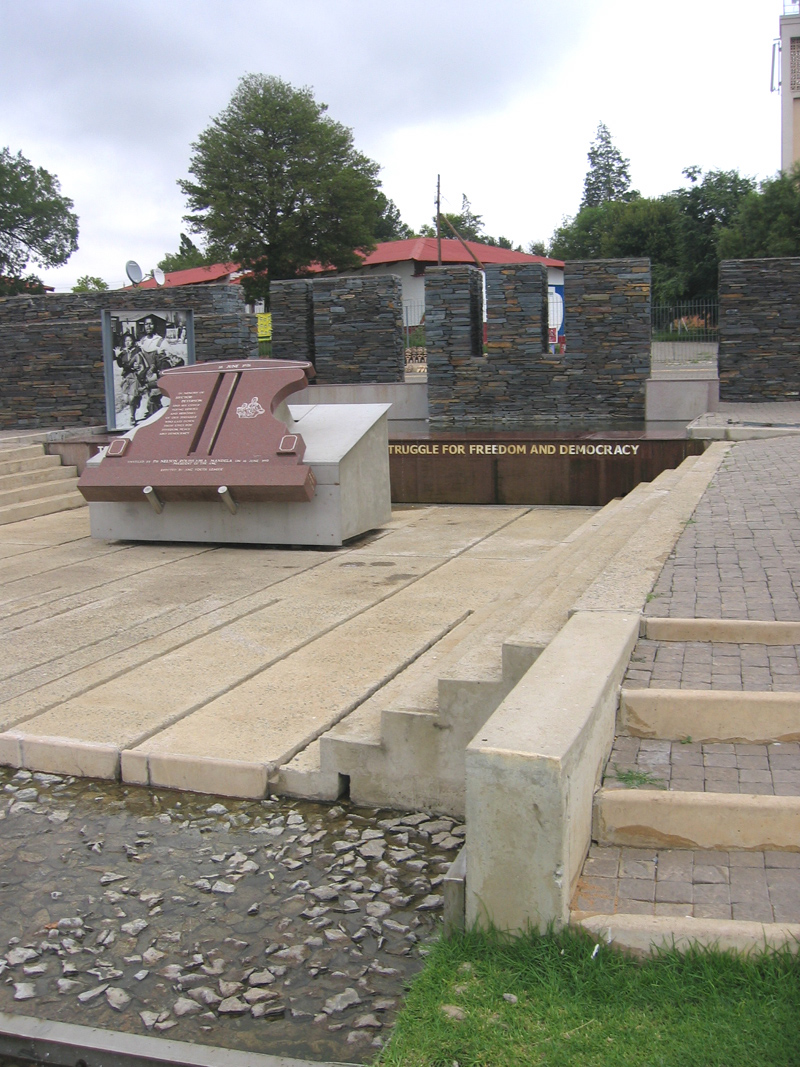
헥터 피터슨 기념관의 기념물

소웨토 항쟁(Soweto uprising)은 1976년 6월 16일 남아프리카 공화국의 학생들이 벌인 대규모 시위이다. 원인은 학교 수업의 절반을 아프리칸스어로 진행해야한다는 정부의 방침이었다. 경찰의 강압적인 진압때문에 150여명이 사망했고 그 중의 다수는 어린 학생들이었다.

## 개요

### 배경
1976년, 아파르트 헤이트 정책을 고수하는 남아공화국 정부는 학교에서 아프리칸스어의 수업의 도입을 결정했다. 아프리칸스어는 "백인 지배의 상징"으로 간주되어 흑인, 특히 학생 사이에 거센 반발이 일어나고 몇 주간에 걸쳐 흑인 학생이 수업을 보이콧하는 사태로 발전하였다.

### 시위의 원인
모든 흑인 학생이 아프리칸스어를 배우도록중고등 학교에서 수학, 사회 과학, 지리와 역사를 아프리칸스어로 가르치는 것을 강제한 1974년 아프리칸스어 중앙 법령에 대해 소웨토 흑인 학생이 항의했다. 흑인 담당 교육 차관 (the Deputy Minister of Bantu Education) 팬트 잔손은 그 때 다음과 같이 말을 했다.
| “ | 나는 언어 문제에 대해 아프리카 사람들에게 상담하지 않았으며, 그렇게 할 생각도 없다. 아프리카인은 보스가 아프리칸스어나 영어로만 말하지 않는 것을 발견했을 것이다. 두 언어를 알고 있는 것은 자기에게 유리하게 될 것이다. | ” |

아프리칸스어는 아파르트 헤이트를 강화한 정부의 언어로 일반적으로 생각되고 있었으므로, 이 법령은 흑인을 분개시켰다. 분노는 점점 커져서, 1976년 4월 30일, 소웨트 올란도 웨스트 초등학교의 아이들이 학교에 가는 것을 거부하고 파업에 들어갔다. 그리고 그들의 반대 운동은 소웨트 많은 다른 학교에 확산되었다. 학생들은 1976년 6월 16일, 밴투 교육 시스템이 그들의 의견을 경청하도록 요구하는 데모 행진을 개최했다.

## 흑인학생들의 항쟁
같은 해 6월 16일, 소웨토에서는 학생들이 《아프리칸스어 강제》에 반대하는 항의 집회와 데모를 전개하였다. 그에 대한 경찰이 출동하여 최루 가스 등을 사용하여 진압을 시도하지만 시위대는 투석으로 응수하였다. 그 과정에서 시위대의 일원인 헥터 피터슨이 경찰의 총격을 맞고 사망했으며, 이것이 계기가 되어 항쟁이 발생, 흑인 학생 1만명과 경찰대 300명이 충돌하여, 500명이 사망하고, 약 2000명이 부상하는 유혈 참사가 발생하기에 이르렀다.
다음 날인 6월 17일에 사태는 한층 더 악화되었고, 항쟁은 잦아들지 않아 오히려 주변의 시로 확대되어 수렁에 빠졌다. 이것을 우려한 국제연합 안전 보장 이사회는 남아프리카를 비판하는 결의안을 만장 일치로 가결했다.

## 여파
많은 남아공의 시민이 소웨토에서 정부의 행위를 비판했고, 아이들을 죽인 것에 대해 항의하기 위해 약 300명의 비트바테르스란트 대학교의 백인 학생이 요하네스버그의 시가 행진을 했다. 흑인 노동자도 파업투쟁을 실행하고, 캠페인이 진행되자 그들에 합류했다. 인종차별 정책에 대항하는 투쟁의 위협이 소웨토를 넘어 확산되고 있었다. 학생회가 젊음의 에너지와 분노를 정치적인 저항으로 향했다. 텐비사(Thembisa) 학생이 비폭력의 단결 행진을 성공적으로 개최했지만, 카기소(Kagiso)에서 열린 유사한 시위에서 경찰이 참가자 집단을 통제하고 철수시킨 후 참가자가 모이기를 기다리고 있던 5명 이상의 사람들을 죽였다. 폭력은 6월 18일 드디어 진정되었다. 소웨토에서 지속적인 충돌은 경제적 불안정을 가져왔다. 남아프리카 랜드는 급속하게 평가 절하되고, 정부는 위기에 빠지게 되었다.

## 결과

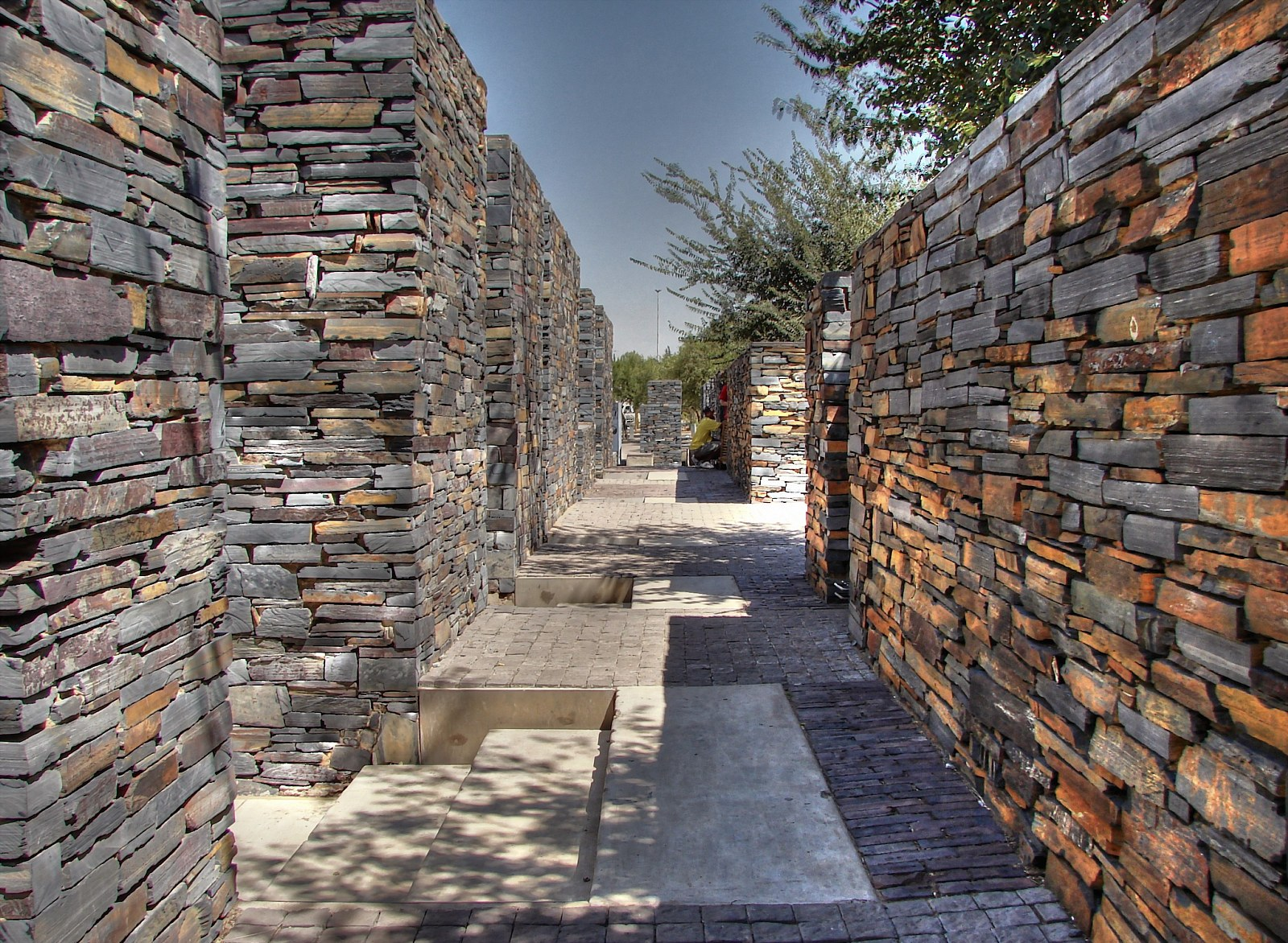
헥터 피터슨 기념관

6월 25일까지 사망자 176명, 부상자 1139명, 체포 1298명(경찰 추산에 의한)의 결과를 낳은 전대미문의 대참사가 일어났다.
소웨토 항쟁은 아파르트 헤이트의 종말의 시작을 의미한 사건이라고 널리 생각되었으며, 국가 전체에 반향을 불러일으켜 소웨토 항쟁 이후 많은 흑인 시민이 인종차별의 현실을 인식하고, 투쟁에 눈떠기 시작했다. 반면에 일부 백인 시민도 정부에 대한 지지를 철회했다. 정부의 단속이 계속되었음에도 불구하고, 국민의 불안과 인종차별에 대한 반대는 1980년대 후반까지 세력을 확장했다. 국내외의 압력으로 1990년부터 1994년 사이의 협상을 통해 인종차별은 종식되었다. 소웨토 봉기는 리처드 아텐버로우의 1987년 영화 《자유의 절규》, 그리고 브로드웨이 뮤지컬 "사라피나!"(이후 우피 골드버그 주연으로 영화화) 2003년 영화 "Stander"에서도 다루어지고 있다. 또한 안드레 블링크가 소웨토 항쟁을 소재로 한 소설 《건조한 백색 계절》을 썼다.
매년 6월 16일은 남아프리카 공화국 공휴일인 《청년의 날》기념되고 있다.

## 같이 보기
- 아파르트헤이트
- 샤프빌 학살